# Cinema narrativo classico

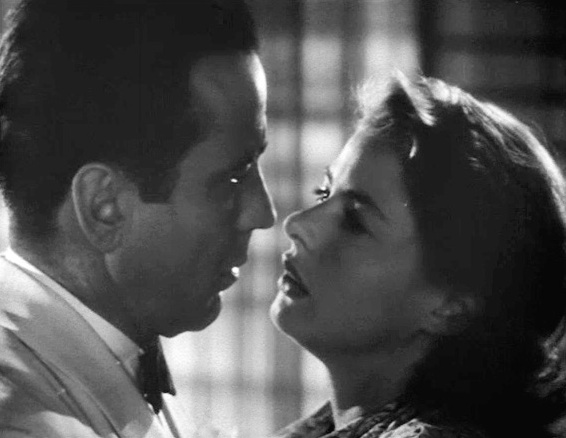
Humphrey Bogart e Ingrid Bergman in Casablanca (1942)

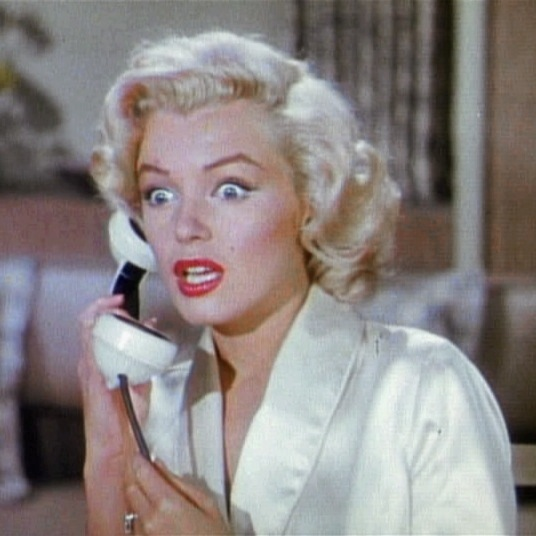
Marilyn Monroe in Gli uomini preferiscono le bionde (1953)

Il cinema narrativo classico (o età d'oro di Hollywood) è un periodo della storia del cinema, soprattutto statunitense, databile all'incirca tra gli anni 20 e gli anni 60 del '900. In questo lasso di tempo venne messo a punto e perfezionata una sorta di grammatica cinematografica che è quella ancora alla base del linguaggio filmico moderno. Si trattava essenzialmente di creare pellicole dove lo spettatore si trovasse "al centro del mondo": la storia è creata su misura in maniera da risultare piacevole, gratificante; la tecnica è la più chiara possibile; le trasgressioni poetiche o le distrazioni dalla storia principale sono ridotte al minimo, in maniera da non rallentare la narrazione e non complicare la fruizione cinematografica.
La nozione di cinema "classico" è piuttosto recente e sottintende, come in altre discipline, la presenza di un periodo storico concluso, caratterizzato da una produzione esemplare, che veicola valori fuori dal tempo che continuano ancora oggi ad essere presi a modello. Nel periodo del cinema classico si sfruttarono tutte le invenzioni linguistiche precedenti, scegliendole e dando a ognuna un preciso ruolo, ben riconoscibile.

## Fasi storiche

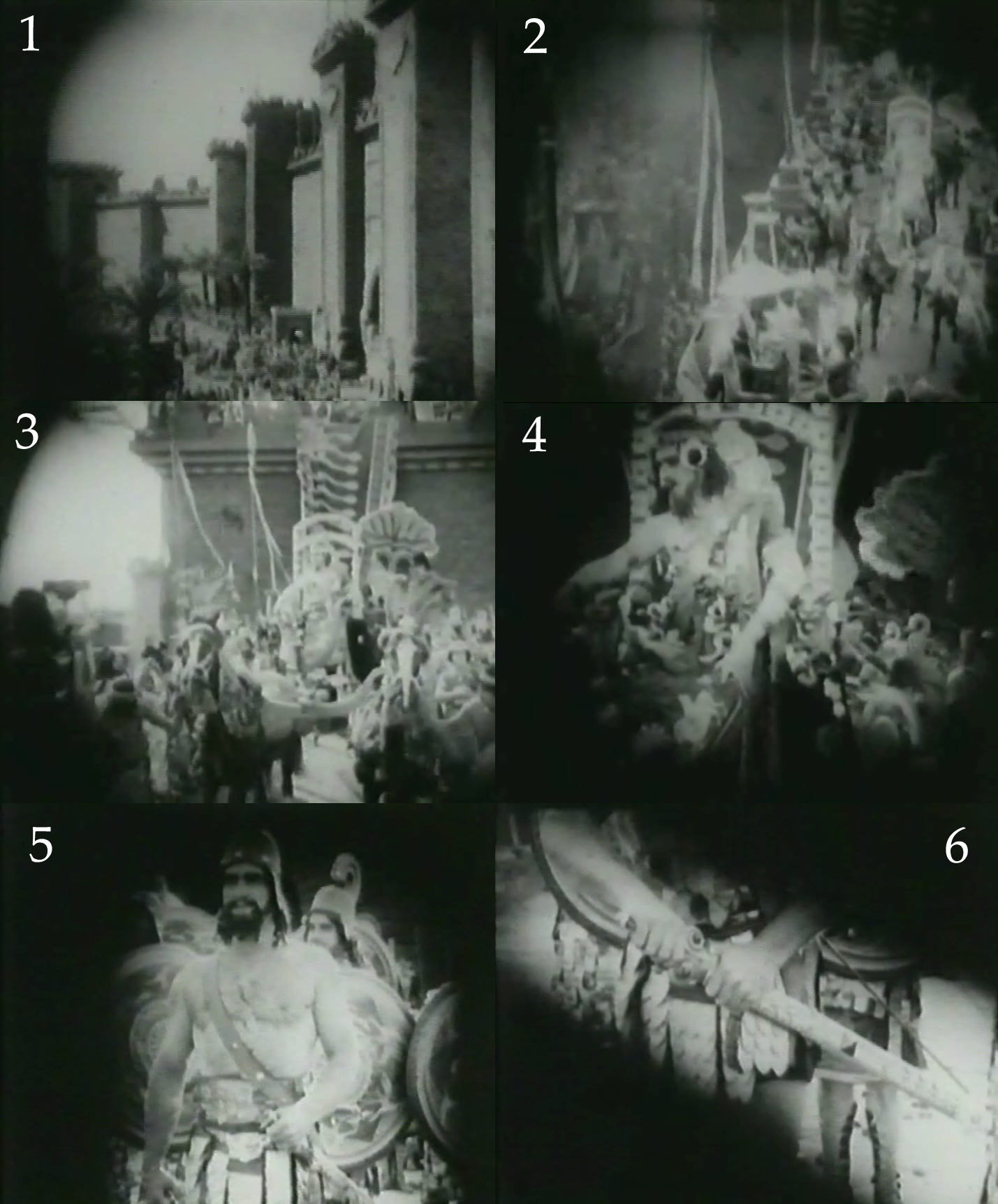
Sequenza con inquadrature gerarchiche: dalla panoramica ("master shot", 1-2), al personaggio principale (il principe, 4), al personaggio secondario (la guardia del corpo, 5) fino al dettaglio (la spada, 6). I mascherini aiutano a focalizzare velocemente quello che il regista vuole far vedere. Da Intolerance, 1916.

### Origini del cinema narrativo
Nel 1913 a Torino, Giovanni Pastrone diresse Cabiria, una vera rivoluzione del cinema muto, che in qualche modo stabilisce le regole del lungometraggio cinematografico. Cabiria vuole mostrare un cinema alto e culturalmente significativo, imponendosi come arte cinematografica, che fino a quel momento era considerata come un "mezzo scientifico per fenomeni da baraccone". È considerato il più grande kolossal e il più famoso film italiano del cinema muto ed è anche stato il primo film della storia ad essere proiettato alla Casa Bianca.
Nel 1914 David Wark Griffith, considerato il padre del cinema narrativo, prese spunto da quanto fatto da Pastrone e D'Annunzio e schematizzò le tecniche di montaggio in maniera da ottenere la massima leggibilità della storia e, all'occorrenza, creare particolari effetti drammatici. Nel 1914 diresse la Nascita di una nazione, dove tutte le sperimentazioni dei decenni precedenti venivano a trovare un loro posto nella creazione di particolari sensazioni ed effetti nella storia: ecco che il montaggio alternato diventava utile nelle scene di inseguimento, il primo piano assumeva l'incarico fondamentale per costruire la psicologia del personaggio, ecc. La velocità del montaggio, confrontata con la fissità e staticità delle scene nel cinema precedente, produsse nuove, impensate emozioni nel pubblico, facendo nascere un nuovo stile e un nuovo modo di raccontare.
La "grammatica" di Griffith, diventata quella del cinema fino ai giorni nostri, comprendeva:
- l'inquadratura intesa come singola ripresa, assimilabile ad una parola;
- la scena intesa come insieme di inquadrature, assimilabile alla frase;
- la sequenza intesa come insieme di scene, assimilabile ad un paragrafo.

Nella sequenza esisteva una gerarchia tra le inquadrature, dove i dettagli dipendevano dall'inquadratura d'insieme, il "master shot": in una sequenza tipo prima si mostrava la scena d'insieme, poi si avvicinava il campo verso i personaggi principali e i dettagli che li riguardavano; infine si poteva inquadrare dettagli e personaggi secondari che componevano il quadro. La mancanza di gerarchia generava confusione e impediva di capire e collocare mentalmente i dettagli.
Grande importanza era data al tempo ed alla velocità narrativa: i film non erano più delle "vedute" autarchiche entro le quali si svolgeva tutta l'azione, ma una costruzione precisa di molte inquadrature. Gli spettatori presto vennero abituati a guardare gli stessi soggetti da molti punti di vista (vicino, lontano, frontale, di lato, dietro, ecc.). In questo contesto il montaggio smise di essere un effetto speciale, ma divenne invece la pratica comune di scomporre e ricomporre le azioni. Per unire due scene vennero messi a punto vari tipi di raccordo, che permettevano di passare da un punto all'altro in maniera continua e lineare, senza sbalzi (raccordo sull'asse, raccordo di movimento, raccordo di soggettiva...).
Una conseguenza del nuovo linguaggio cinematografico fu la nascita del cosiddetto "mondo diegetico" (dal greco dièghesis, narrazione), cioè un mondo illusorio dei film, dove tutto è finzione: col montaggio ormai si potevano rendere vicini nella mente dello spettatore luoghi molto distanti (ad esempio due stanze filmate in studios diversi, o scene all'aperto e in studio), oppure rendere continui due momenti filmati a considerevole distanza di tempo (riprendere una scena in tutti i vari punti di vista richiedeva anche giorni), magari far guardare negli occhi due attori che nella realtà non si sono nemmeno incontrati, ecc.
Gradualmente anche il cinema europeo iniziò ad adeguarsi alle novità provenienti dall'America, abbandonando le inquadrature fisse in favore di un montaggio dinamico e drammatico. Lo stile europeo però (con esclusione del cinema russo, fatto di inquadrature brevissime) mantenne dei tempi più distesi e campi lunghi. La profondità di campo (cioè l'inquadratura che mette a fuoco anche particolari molto lontani) era evitata dai cineasti americani perché riempiva l'inquadratura di dettagli che avrebbero distratto lo spettatore nel veloce passaggio all'inquadratura soggettiva, richiedendo un rallentamento nel montaggio analitico.

### L'avvento del sonoro

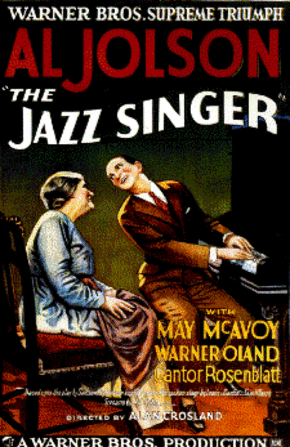
Locandina de Il cantante di Jazz (1927)

La nascita del cinema classico fu segnata da due grandi sconvolgimenti: uno, generale, legato alla crisi del '29 ed al New Deal; l'altro, interno, legato all'avvento del sonoro.
Esperimenti sul cinema sonoro sono vecchi quanto il cinema stesso (Dickson Experimental Sound Film è del 1895). Negli anni venti le tecniche possibili si erano perfezionate, ma le case di produzione scartavano sistematicamente le invenzioni perché venivano considerate antieconomiche, vista la situazione non solo della produzione, ma anche delle sale di proiezione esistenti. Un rischio era ad esempio la perdita dei mercati esteri, perché non si conosceva ancora il doppiaggio: era facile cambiare le didascalie, ma come si sarebbe fatto a modificare le voci degli attori per renderle comprensibili a chi parlava una lingua straniera?
Fu una casa di produzione in crisi, la Warner Bros., che, non avendo niente da perdere, rischiò producendo il primo film sonoro, Il cantante di Jazz del 1927. Il successo fu oltre le aspettative e costrinse, nel giro di circa due anni, tutte le altre case di produzione ad adeguarsi. Con il sonoro la storia raccontata prese decisamente il sopravvento nel contenuto del film, relegando in secondo piano, almeno nella maggior parte dei casi, l'uso di effetti speciali e di visioni fantastiche. Gli spettatori, cioè, si recavano ormai al cinema essenzialmente per vedere una storia, non per assistere ad attrazioni mostrative. Notevole impulso venne anche dato allo sviluppo dei generi, ciascuno caratterizzato da un proprio stile.

### Il New Deal

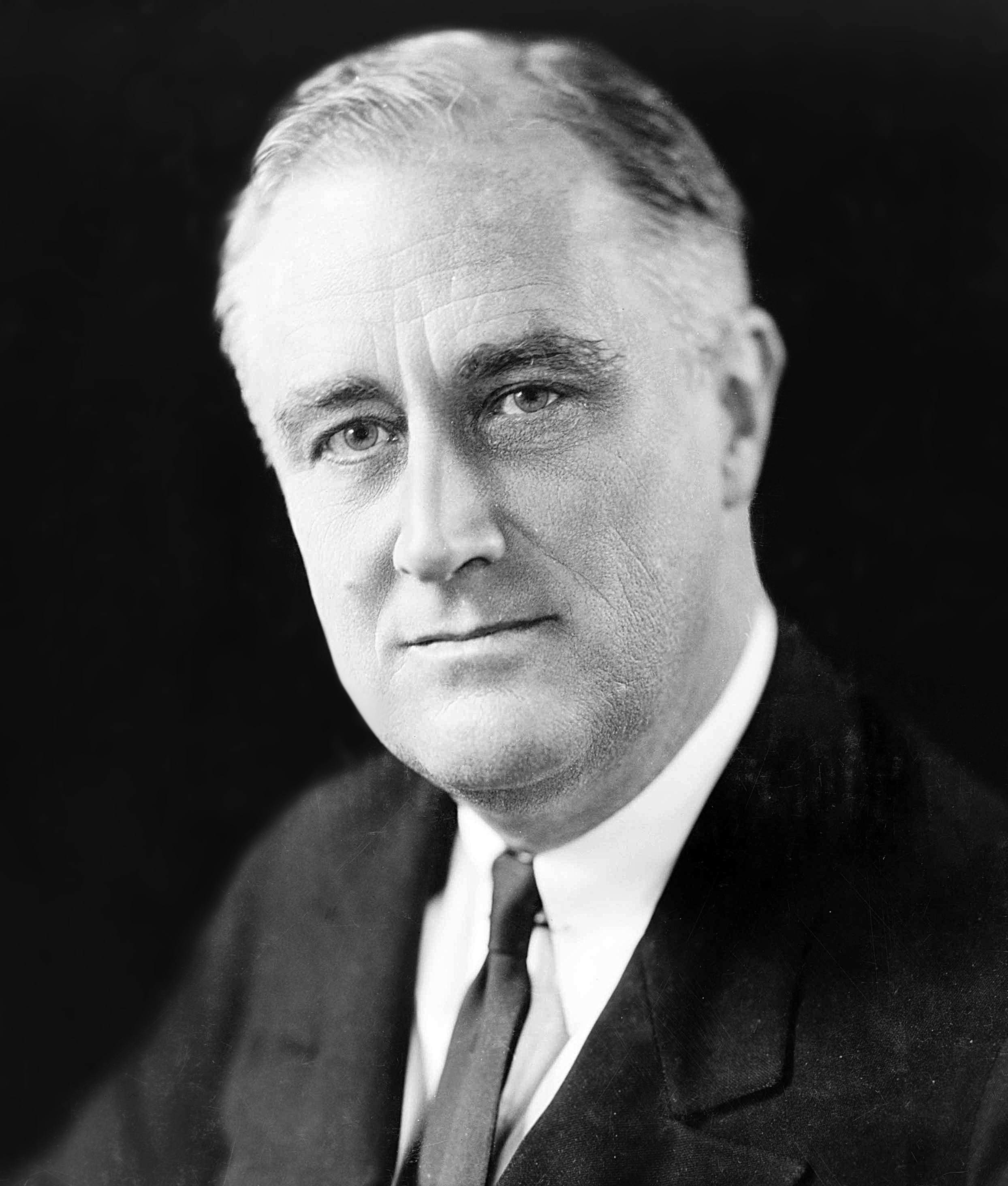
Franklin D. Roosevelt, promotore del New Deal

La grande crisi creò una profonda quanto repentina depressione economica, che seminò paura, incertezza e povertà negli Stati Uniti e nel resto del mondo. Intere famiglie di classe medio-alta si trovarono sul lastrico, moltissime fabbriche chiusero, la disoccupazione toccò picchi spaventosi. A questa situazione pose freno il programma del presidente Franklin Delano Roosevelt, con un pacchetto di interventi chiamato New Deal, che creava lavoro e cercava di rilanciare l'economia. Il cinema ebbe un ruolo fondamentale per la ripresa psicologica della popolazione, rilanciando l'ottimismo, la fiducia e i valori fondamentali come il matrimonio, la famiglia, il lavoro, la virtù, la vita sociale collettiva.
Per raggiungere questi scopi serviva innanzitutto un cinema comprensibile da ogni strato della popolazione, dai bambini agli anziani, dai ceti più bassi a quelli più culturalmente elevati, accontentando tutti. Il difficile compito venne assolto ricorrendo a modelli come il romanzo ottocentesco alla Dickens o alla Balzac, dove l'intrattenimento e la distrazione erano veicolati da un linguaggio abbastanza colto e i temi erano pescati tra i valori tradizionali più solidi. Nello scegliere quali elementi fossero più facilmente fruibili dal pubblico, si delineò il "primato assoluto dell'azione", cioè della storia raccontata, che imponeva una gamma piuttosto uniforme di scelte stilistiche, tagliandone altre fuori.
Inoltre, per riuscire nell'impresa di raggiungere tutta la popolazione, serviva un apparato produttivo grande e solido, capace di far fronte a una domanda enorme: la risposta fu lo studio system, nel quale tutte le fasi di produzione di un film erano controllate da una casa di produzione che si avvaleva di personale altamente specializzato e professionale. A partire dagli anni trenta infatti, col massiccio emigrare degli autori dall'Europa, il cinema mondiale si raccoglie quasi tutto attorno a Hollywood, dove si concentrano i grandi investimenti e i forti guadagni. Lo stile dei film era sostanzialmente in mano ai produttori, che impostarono un sistema che garantisse, per quanto possibile, il successo di pubblico e quindi il ritorno economico.
Il risultato standard fu quello di film di livello medio-alto e allo stesso tempo gradevole per tutti, tanto da poter essere anche esportato in tutti gli altri paesi del mondo. Il cinema divenne un modello di comportamento e uno strumento per interpretare il mondo circostante. Si sfuma anche l'apporto allo stile del singolo autore: il film si avvia ad essere un'opera collettiva con il marchio di fabbrica della casa di produzione, piuttosto che l'opera frutto dello stile individuale del regista.

### Codice Hays

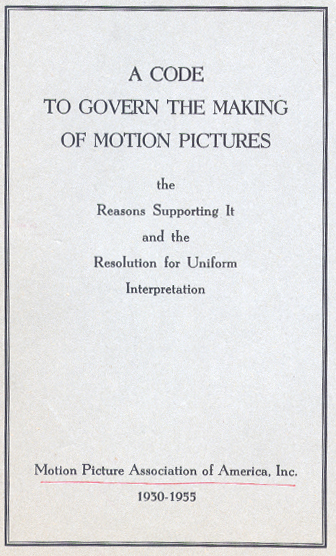
Copertina di una copia cartacea del Codice Hays

William Hays era un avvocato dell'ufficio governativo di Washington incaricato dal MPPDA di redigere un codice di autocensura sulla produzione cinematografica, in grado di evitare le proteste delle leghe e associazioni moralistiche e le successive censure, con gravi perdite economiche, da parte del ministero. Il cinema aveva infatti goduto fino ad allora di una notevole libertà, permettendosi anche scene di nudo o di violenza piuttosto cruda.
Dopo l'entrata in vigore del Codice Hays, a pieno titolo dal 1934, iniziò un controllo preventivo delle sceneggiature, basato essenzialmente su tre principi:
1. rispetto delle leggi sia degli uomini che di natura;
2. rappresentazione del male subordinata alla vittoria finale del bene;
3. messa al bando di crimine, dissolutezza e immoralità.

Nella pratica il Codice, tramite la vigilanza dello Hays Office, eliminava tutte le scene esplicitamente erotiche (solo il bacio era possibile), il nudo, la blasfemia, la violenza, l'esaltazione di valori negativi come la criminalità o l'adulterio, gli amori illeciti, tra persone di razze diverse, tra donne e sacerdoti, tra persone dello stesso sesso. Chi trasgrediva subiva sanzioni che non gli permettevano di distribuire il film nelle sale, per cui il controllo avveniva in fase preventiva, sulle sceneggiature. La censura ebbe il pregio di rendere visibili i film da qualsiasi classe di spettatore, dai bambini agli adulti, di qualsiasi classe sociale, ma portò inevitabilmente a un perbenismo, al quale talvolta gli autori sviavano usando allusioni e simboli comprensibili solo da un pubblico maturo.

### Trasgressioni
Il rapporto fra norma e trasgressione fu alla base dello stile personale dei migliori autori di Hollywood, che così potevano sviluppare via via delle novità. Esistevano però alcuni meccanismi per limitare le scelte personali dei registi durante la produzione delle pellicole, come la cosiddetta "sceneggiatura di ferro", che riportava tutte le indicazioni per il regista comprese le inquadrature e che una volta approvata dal produttore doveva essere filmata con esattezza puntuale. Si volevano evitare tutti gli estri creativi che avrebbero magari prodotto capolavori, ma che più di una volta si erano rivelati disastrosi per i produttori: il caso paradigmatico era stato quello di Erich von Stroheim.
Nonostante ciò vi furono a Hollywood anche alcuni autori che poterono muoversi con una certa libertà di stile, per varie ragioni. Essenzialmente si trattò di tre oggi indiscussi maestri della regia: John Ford, Orson Welles e Alfred Hitchcock. Ad essi vanno aggiunti alcuni registi europei emigrati a Hollywood, che costruirono una sorta di "lingua franca" piuttosto originale rispetto alle regole, come Fritz Lang, Friedrich Wilhelm Murnau, Victor Sjöström, Josef von Sternberg, Billy Wilder, ecc.

### La fine del cinema classico

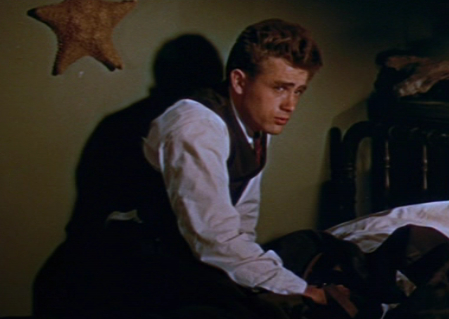
James Dean ne La valle dell'Eden (1955)

L'impegno sociale di Hollywood nel diffondere un messaggio di fiducia e di ottimismo andò ben oltre il New Deal. Anche durante la seconda guerra mondiale alcuni importanti registi di Hollywood vennero chiamati in causa per fare propaganda bellica e far conoscere alla popolazione americana le imprese dei soldati al fronte. Tra questi vi furono Frank Capra, John Huston o John Ford, che perse un occhio mentre riprendeva la battaglia delle Midway. I documentari dal fronte seguono ancora le regole della finzione e della narrazione, tanto che è difficile distinguere questi morti veri da quelli che si filmavano negli studios per i normali film.
Alcuni avvenimenti, fin dagli anni quaranta, iniziarono a mettere in crisi il sistema che aveva permesso la nascita e l'affermazione del cinema classico. Il momento più grave fu quello all'inizio della Guerra Fredda quando, secondo il maccartismo, si fece una "lista nera" di simpatizzanti (veri, presunti o del passato) verso il comunismo. I sospettati vennero allontanati da Hollywood facendo loro perdere il lavoro e dando il via alle denunce reciproche e alla "caccia alle streghe". Questa ondata persecutoria mise per la prima volta in dubbio i pilastri della democrazia americana, facendo serpeggiare nella società incertezze fino ad allora sconosciute. Queste nuove inquietudini non potevano non raggiungere il mondo del cinema, infatti già dalla fine degli anni quaranta iniziarono a venire prodotte storie dove l'ottimismo è ormai ben lontano: storie di abbandono, di solitudine, di anti-eroi.
Tra i registi che registrano per primi la mutata situazione ci fu Elia Kazan, in film come Pinky, la negra bianca, 1949, Un tram che si chiama Desiderio, 1951, e soprattutto Fronte del porto, dove crea il nuovo modello di anti-divo con Marlon Brando, seguito da La valle dell'Eden con James Dean, altro anti-divo. Una nuova generazione di attori uscì da un gruppo teatrale chiamato Group Theatre (poi diventato Actor's Studio), in grado di sostenere un modo di recitare più moderno, legato al realismo e all'eredità del grande maestro russo Kostantin Stanislavskij: attori in grado di interpretare più ruoli, non più divi che perpetuavano la stessa immagine in tutti i film.
Un altro padre del cinema moderno fu Nicholas Ray, autore di film sul disagio come La donna del bandito, 1948, I bassifondi di San Francisco, 1948, Neve rossa, 1951, Johnny Guitar, 1954, e Gioventù bruciata (primo film sulla ribellione giovanile), 1955.

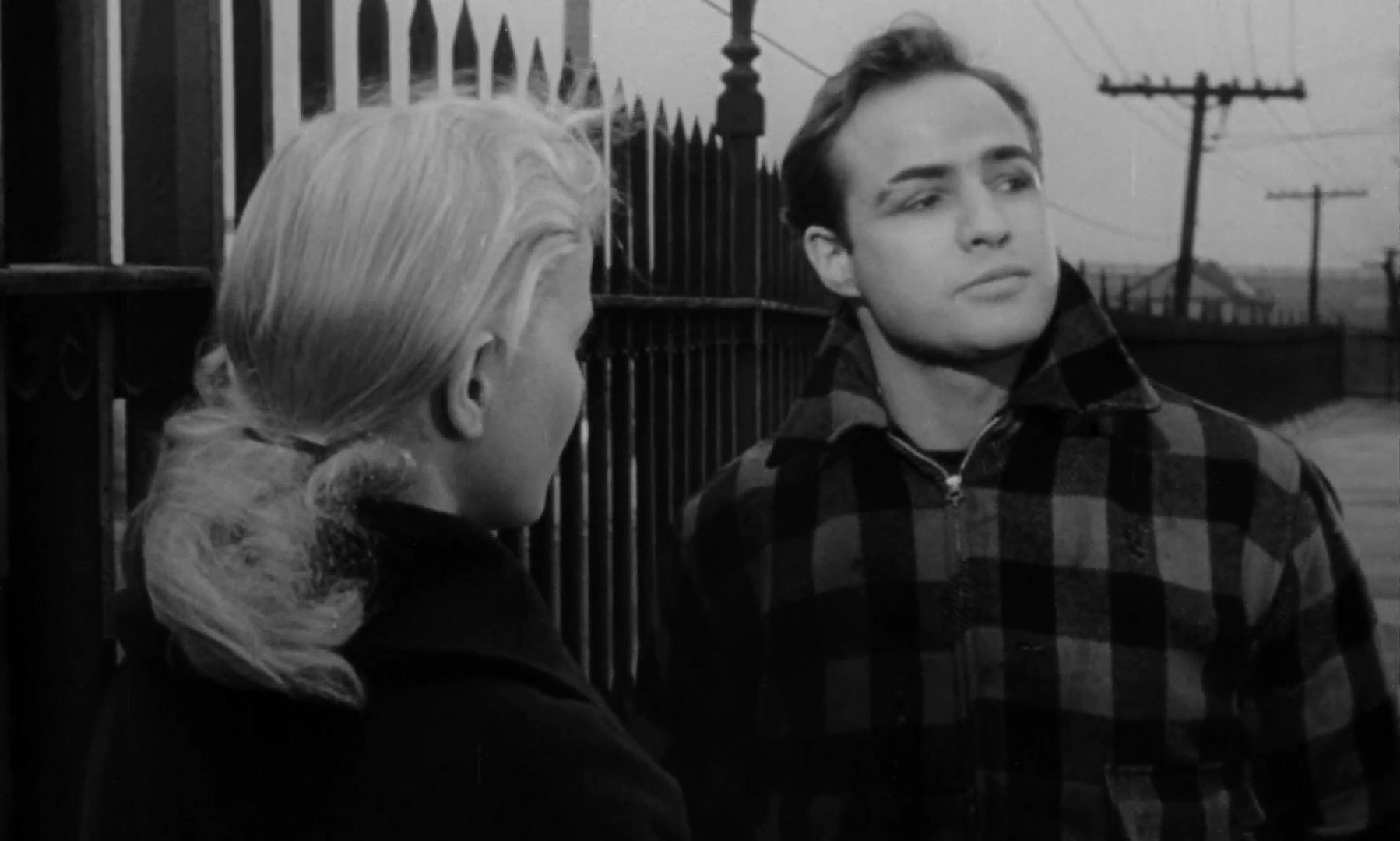
Marlon Brando e Eva Marie Saint in una scena del film Fronte del porto (1954)

Il pubblico stava cambiando e anche il cinema stava prendendo una nuova strada: un cinema di esseri umani, invece di divi-simulacro, e un cinema dello sguardo. Le intuizioni di Kazan e Ray vennero poi accolte e sviluppate dai cineasti francesi della Nouvelle Vague e tedeschi come Wim Wenders. In America il periodo dopo il 1960 si indica come New Hollywood.

## Regole del cinema narrativo

### I tre principi
Il sonoro fu la più grande rivoluzione in ambito cinematografico e, come si è detto, portò alla scelta di dare priorità all'azione e al dialogo, rispetto a tutte le altre qualità possibili di un film. Ciò comportò la nascita di tre regole fondamentali.
LeggibilitàIl contenuto deve essere chiaro nella sua drammaticità. Questo non significa storie esplicite, elementari, ma la necessità di riuscire a far comprendere tutti gli elementi della narrazione (protagonisti, temi fondamentali, senso di ciascuna scena). Per fare ciò serve uno stile omogeneo, chiaro, che rinuncia ad uno stile troppo personale e ad effetti complessi come il ralenti, l'accelerato, lo split-screen, ecc.
GerarchizzazioneLe figure in primo piano sono di norma le più importanti per la storia, con una differenza netta tra ciò che sta davanti e lo sfondo. Qualcosa importante non poteva stare sullo sfondo, per cui la profondità di campo era da evitare, in quanto distraente. Inoltre deve essere sempre chiara la gerarchia e la composizione dei personaggi, distinti in protagonisti, antagonisti e personaggi secondari.
DrammatizzazioneLa distinzione tra buoni e cattivi deve essere chiara, non solo nella sceneggiatura, ma anche attraverso contrasti di luce, di piani, di posizione e di azioni.
Naturalmente alla norma si affiancava sempre la trasgressione, che serviva per dare al film quel tocco di variante e deviazione unica da evitare la banalità e la somiglianza.

### Il quarto principio: l'illusione di realtà
Un quarto principio era l'"illusione di realtà" (o illusione filmica), che dava allo spettatore la sensazione non solo di trovarsi di fronte ad un mondo 'reale' e non ad una mera rappresentazione, ma addirittura di 'stare dentro' il mondo, occupandone in qualche modo il baricentro percettivo e cognitivo. Questa posizione di privilegio consentiva allo spettatore di sentirsi una sorta di Dio: "onnipresente, onnisciente, invisibile"; e dunque di sentirsi anche superiore ai personaggi, potendone "spiare" la vita fittizia sullo schermo da un punto d'osservazione inviolabile..
Lo strumento per ottenere questo effetto era soprattutto il montaggio narrativo, che creava un'illusoria continuità temporale e spaziale tra inquadrature discontinue (cioè girate in tempi e luoghi diversi), raccordate in una sequenza unitaria.
Per ottenere questo effetto vennero stabilite quattro regole principali a cui dovevano attenersi, in linea di massima, le produzioni.
1. Continuità narrativa:
Si tratta di un principio basilare ancora oggi nella cinematografia americana, che consiste nel non indugiare in aspetti marginali: le inquadrature belle ma astratte, l'estetica fine a sé stessa, le connotazioni realistiche inutili alla storia sono tutti elementi da sacrificare per privilegiare il racconto. Il regista Raoul Walsh disse che un'inquadratura "deve durare soltanto quanto occorre per passare alla successiva"; si tratta dell'idea di "inquadratura necessaria", che non prevede indugi e che trascina lo spettatore verso il finale tramite la sua curiosità di sapere.
2. Trasparenza del linguaggio cinematografico
Collegato al principio precedente, consiste nel montaggio invisibile, dove mancano concessioni stilistiche ed effetti speciali, che si basa sui movimenti e gli sguardi degli attori e che assecondano quello che lo spettatore si aspetta di vedere. Secondo questo principio anche l'illuminazione e la fotografia deve essere il più naturale possibile (non dare ad esempio l'idea di essere in un set ma in un'ambientazione reale) e l'obiettivo deve dare un'immagine chiara della scena (preferibilmente il 50 mm, evitando il più possibile il grandangolo che distorce e il teleobiettivo che appiattisce); profondità di campo e movimenti di camera devono essere ridotti al minimo (con l'eccezione di alcuni generi, come il musical), poiché distraggono lo spettatore dall'azione; la recitazione deve essere impostata su tipologie chiare e fisse, la psicologia non è enfatizzata (primo piano breve subordinato al dialogo invece del primo piano lungo, psicologico, alla maniera europea).
3. Spazio continuo e prospettico:
Lo spettatore è al centro di uno spazio illusorio, che gli fa vedere dal posto giusto quello che va visto e gli fa ignorare tutto quello che va ignorato. Così chi guarda ha la sensazione di trovarsi al centro del mondo, padrone della situazione, più ancora dei personaggi, che magari non vedono tutto quello che lui può vedere. Per creare l'illusione di spazio si devono curare i dettagli dei raccordi tra le inquadrature: in una scena di movimento chi esce dall'inquadratura a destra nell'inquadratura successiva deve rientrare da sinistra; oppure nel campo-controcampo (inquadrature alternate di due personaggi che dialogano) la luce deve provenire dallo stesso lato.
4. Linearità temporale
Il tempo va solo in avanti e per tornare indietro serve un personaggio che racconti in flashback, evidenziando il racconto separato tramite due parentesi create dalle dissolvenze incrociate.

Inoltre per non spezzare l'idillio tra spettatore e film si devono evitare alcuni effetti come lo sguardo in camera (un'eccezione si può avere nel genere comico, più originale).
Naturalmente queste regole del cinema classico esistevano anche per essere trasgredite, anzi proprio dalla trasgressione di una o più di esse si otteneva quella particolarità individuale del film, che lo rendeva diverso dagli altri e impressionante per lo spettatore. Inoltre la presenza di ambiguità, incertezze, punti oscuri, false piste serviva spesso a mantenere alta l'attenzione dello spettatore fino al finale, dove tutto veniva spiegato.
Per esempio Kubrick andò avanti e indietro nel tempo, in contravvenzione alla regola della linearità temporale, nel film Rapina a mano armata (1957). Lo stesso Frank Capra, uno dei registi-simbolo del New Deal, scriveva come ciascun attore, regista, scenografo, montatore, ecc., dovesse trovare la propria identità nella "gabbia" del cinema americano e conquistarsela. Le forme codificate dei generi erano un freno alla libertà degli autori, ma anche una base sulla quale costruire il proprio stile. Ha scritto David Bordwell che "le regole esistono per dare maggior significato alla loro violazione e, viceversa, la violazione rafforza le regole".

### Contenuti
Anche il contenuto delle pellicole, oltre che essere vigilato dal Codice Hays, era soggetto ad alcuni principi di base che, come per lo stile, comportavano la preferenza verso alcuni tipi di storia e l'esclusione di altri.
La durata modello era di 90 minuti, poiché oltre tale soglia le prove con gli spettatori avevano dimostrato un inevitabile calo di attenzione. Lo schema narrativo più frequente, un po' per tutti i generi, era quello di:
1. ordine;
2. trasgressione tramite un pericolo o una minaccia;
3. ripristino dell'ordine e della sicurezza.

Questo tipo di schema elementare venne ripreso dal romanzo popolare ottocentesco, che a sua volta derivava dalla struttura della fiaba. Grazie a questo schema narrativo lo spettatore vive il conflitto nella storia, ma alla fine scioglie ogni preoccupazione nel lieto fine, che risolve tutto, facendo vincere il bene, l'amore e i valori tradizionali, nonché permettendo al pubblico di uscire dalla sala con animo pacificato e appagato. Ne deriva che il cinema diventa una sorta di terapia e uno strumento sedativo, ma anche un modello di comportamento per risolvere le situazioni, all'insegna dell'onestà e del romanticismo, ecc.
Fondamentale è il ruolo della minaccia, che fa scaturire la drammatizzazione, e che dà spessore alla trama. In definitiva ogni genere presenta sempre una stessa gamma di problemi, che, come nella vita quotidiana, si ripresentano di film in film.
Anche in questo caso, come per lo stile, naturalmente la norma è solo una linea di massima, lungo la quale si inseriscono le varie trasgressioni: magari si scoprono le ragioni anche dei "cattivi", oppure alla fine l'ordine prestabilito non è quello iniziale, ma migliore, rivisto e ammodernato secondo le nuove esigenze. Tipico della commedia è ad esempio lo schema di repulsione-accettazione tra i personaggi: all'inizio i conflitti sono acuti, rigidi, poi durante lo svolgimento della storia si attenuano verso la comprensione reciproca finale. Nei film noir spesso si inserisce il sacrificio di una vittima innocente, che toglie qualsiasi trionfalismo al finale del film.

### Effetti speciali
Come si è visto gli effetti speciali e le attrazioni visive vennero pressoché sacrificati nel cinema narrativo classico per focalizzare tutta l'attenzione sull'azione e sui dialoghi. Ma ciò non significa che vennero del tutto vietati o dismessi. Si doveva solo limitarne l'uso allo stretto necessario, dove il genere non ne prevedesse il ricorso esplicito. Lo stesso Frank Capra in Mr. Smith va a Washington usò per esempio dei cartoni animati montati rapidissimamente per filmare una scarica di pugni, ma nella velocità non si notano nemmeno.
D'altro canto l'uso rarefatto di uno strumento ne amplificava l'importanza quando vi si faceva ricorso: si pensi all'effetto spettacolare che dovette avere un film come Il mago di Oz nel 1939.

## Elementi caratterizzanti

La versione 1923-1941 del logo Paramount

### Studio system
All'inizio degli anni trenta Hollywood aveva cinque compagnie grandi (le "Majors" Paramount, Metro-Goldwyn-Mayer, 20th Century Fox, Warner e Rko) e alcune compagnie minori ("Minors": Columbia, Universal, United Artists), che insieme formavano un'associazione che faceva "cartello" (o oligopolio), la MPPDA (Motion Pictures Producers and Distributors Association). Esse dominavano il mercato e, in cambio dell'appoggio al New Deal, ricevettero dal presidente Roosevelt un certo sostegno. Chiudevano il quadro alcuni indipendenti che a fatica riuscivano a sopravvivere, magari aiutati da un colpo di fortuna come David Selznick, produttore di Via col vento (1939).
Ogni compagnia aveva i propri studios, ovvero siti di produzione dei film, dove si trovavano i set, i laboratori tecnici, gli uffici di distribuzione e pubblicità, ecc. Il film usciva completo dallo studio, sotto la supervisione del produttore, e veniva poi distribuito nelle sale spesso possedute dalla stessa casa di produzione (integrazione verticale). Il possesso di agenzia di distribuzione e di sala di proiezione da parte delle compagnie di produzione era stato avviato negli anni venti ed era uno degli aspetti chiave del cartello. Alle sale indipendenti veniva riservato il trattamento di block-booking, che consisteva nel vendere i film per pacchetti, che comprendevano almeno un film famoso assieme ad altre opere meno riuscite: così la MPPDA impediva le scelte autonome degli esercizi e arginava le perdite piazzando a piacimento anche i film fallimentari.

### Star system

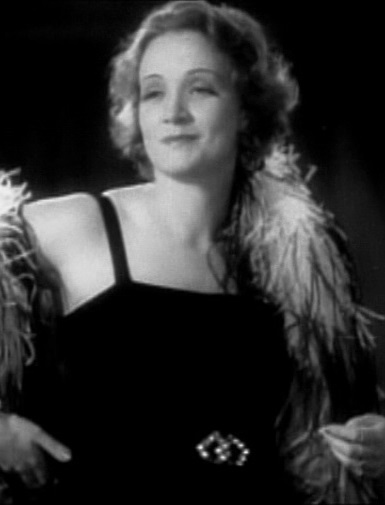
Marlene Dietrich in Marocco (1930)

Il divismo era una forma di promozione dell'immagine di un "divo", un dio in carne ed ossa, che ebbe particolare successo nello spettacolo ed in particolare ebbe un'immensa portata nel cinema, attraverso tutti i canali messi a disposizione dai mezzi di comunicazione di massa. Il fenomeno ebbe inizio in maniera quasi spontanea nell'epoca del muto, passando dalle "femme fatale" scandinave, alle dive del primo cinema italiano e francese, fino alle star di Hollywood. La star era un attore o attrice che aveva un'immagine confezionata, creata attraverso vari ruoli simili e le campagne pubblicitarie, alla quale il pubblico si ispirava e tributava una particolare venerazione, che si tramutava in ritorno economico per i film dove recitava.
Negli anni trenta la costruzione dell'immagine di star divenne uno dei cardini della produzione filmica di Hollywood, con contratti via via più vantaggiosi per le case di produzione e sempre più vincolanti per i divi. Gli studios acquistavano tutti i diritti sull'immagine della persona sotto contratto, che prevedevano alcune clausole anche legate alla vita privata ed a tutte le apparizioni pubbliche. Un'attrice spesso era tenuta a sottoporsi a interventi di chirurgia plastica che ne migliorassero il sorriso, gli zigomi, le gengive. I contratti erano di solito di durata settennale e non prevedevano la facoltà di scegliere con chi e in quale film lavorare. Non erano esclusi i ricatti, come quello di imporre a un divo una parte inadatta per distruggerne l'immagine o per sospendere i contratti, allungandoli virtualmente.
Il divismo si manifestò in seguito in tutti i suoi lati negativi, come l'abbandono della star quando la sua immagine tramonta: gli effetti di questo processo traumatico sono magistralmente raccontati nel film Viale del tramonto di Billy Wilder (1950).
Dopo l'introduzione del Codice Hays lo star system propose figure più disciplinate e conformiste, ma anche vivaci, polemiche, brillanti, come Claudette Colbert, Bette Davis o Katharine Hepburn, mentre sul fronte maschile la fatalità di Rodolfo Valentino venne eclissata da altri personaggi attraenti, come i finti deboli Clark Gable o Gary Cooper, oppure gli uomini forti e malinconici come Humphrey Bogart o John Wayne.

### Generi
Un genere è una strutturazione fortemente codificata di forme e contenuti, che guidano la scelta dello spettatore e ne determinano le attese. Per questo film col medesimo soggetto possono appartenere a generi completamente diversi (si pensi alle versioni spiritose o sinistre di un classico come La vedova allegra).
Dal punto di vista dei generi cinematografici il cinema narrativo classico non fa altro che sviluppare generi già iniziati nei decenni precedenti e già utilizzati da secoli in altri campi, come il teatro e la letteratura. I generi principali in uso all'epoca (con le rispettive caratteristiche) erano:
- Film di guerra: dove si combatte in nome di valori da difendere con alcuni luoghi scenici predefiniti: caserma, campo di battaglia, mezzi militari.
- Film poliziesco: il soggetto è un'inchiesta, ambientata in una città, spesso privilegiando l'azione di notte.
  - Film noir: è un sottogenere del poliziesco che ebbe il vertice negli anni quaranta e cinquanta; tipici sono i forti contrasti tra bianco e nero, che rappresentano simbolicamente il conflitto tra bene e male.

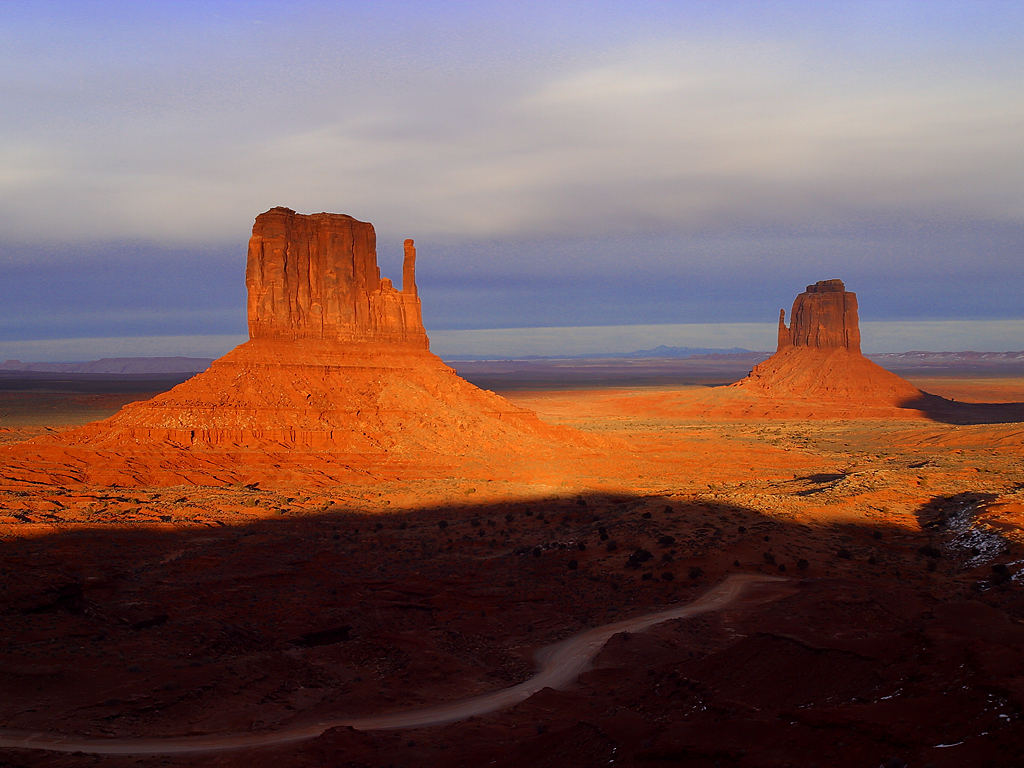
La Monument Valley, scenario di numerosissimi film western; oggi nella valle esiste il John Ford Point

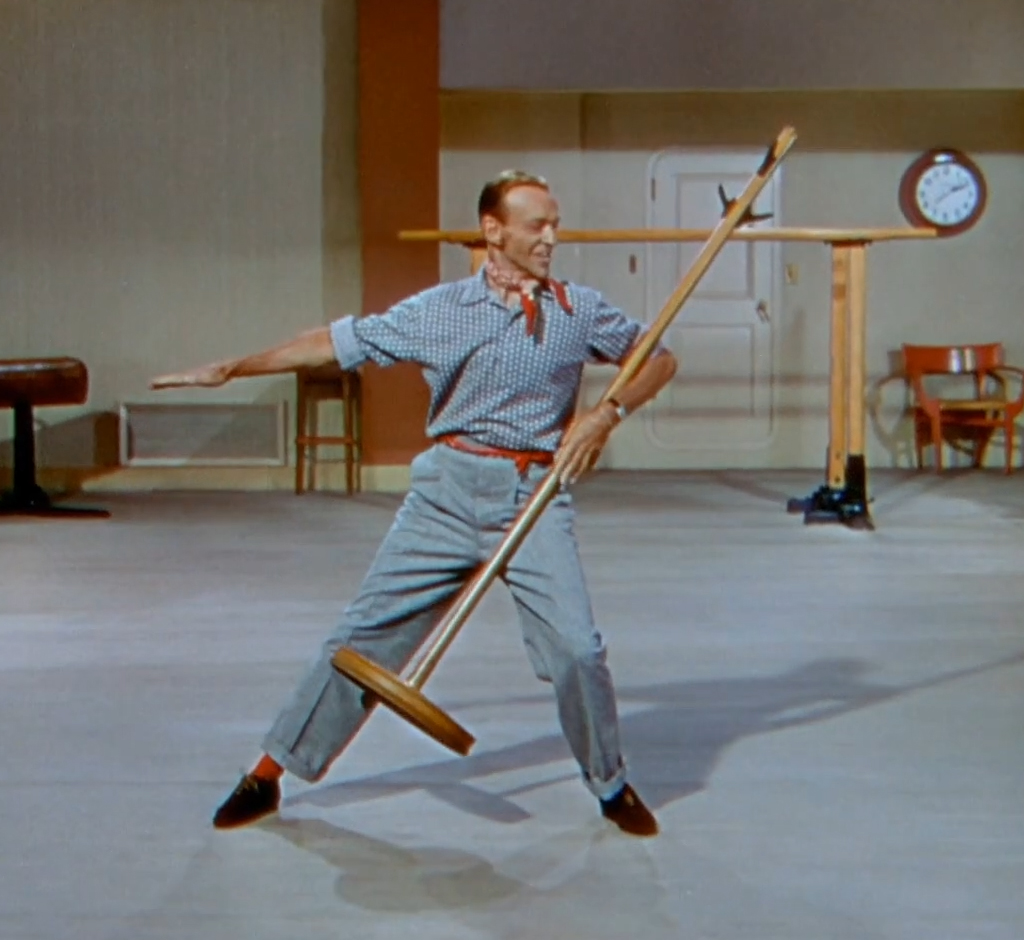
Fred Astaire in Sua Altezza si sposa, musical del 1951

- Western: non solo presuppone l'ambientazione nel Far West all'epoca dei pionieri, ma anche un determinato paesaggio (grandi pianure, fiumi, montagne, deserti) e alcuni personaggi tipo (cowboy, indiani, coloni, banditi); riguardo allo stile sono tipiche alcune inquadrature come le panoramiche, i campi lunghissimi che descrivono gli spazi aperti.
- Film storico-mitologico: ambientati nel mondo antico con grande dispiego di mezzi scenici (kolossal), con costumi provocanti per le donne, con un grande numero di comparse.
- Commedia: forse il più importante genere dell'epoca e del cinema americano in generale, predilige i dialoghi brillanti.
- Melodramma: tratta conflitti molto forti, spesso evidenziati dalla fotografia brillante e con violenti contrasti, quasi falsata.
- Musical: con scenografie di tipo teatrale, è l'unico genere dove può essere interrotta la continuità narrativa, per inserire i brani musicali e di danza; la cinepresa si muove con lunghi movimenti, a seguire i protagonisti, con inquadrature anche molto originali e ardite (dall'alto, dal basso, attraverso le gambe dei ballerini, ecc.).
- Horror e fantascienza: necessitano l'uso di effetti speciali, con una spettacolarità molto forte delle immagini.
- Film comico: è il genere dove si trasgredisce più spesso e con maggiore efficacia, poiché le trasgressioni hanno il compito di sorprendere e divertire il pubblico; è la zona franca degli elementi normalmente vietati quali sguardi in camera, tempi sballati, spazi non razionali, prospettive rovesciate ecc. Un esempio tipico è il film del 1943 Hellzapoppin, di grande successo, dove sembra di assistere a un campionario delle trasgressioni cinematografiche: gli attori parlano con gli spettatori e viene anche filmata l'ombra di un ragazzino che, presente nell'ipotetica sala, si alza per andare a comprare le noccioline.

Alle abitudini e alle aspettative dei generi corrispondono anche i necessari cambiamenti, che generano un'evoluzione graduale dei generi nel tempo, che eviti la sterotipizzazione e la noia della prevedibilità: le trasgressioni alle regole di genere col tempo possono diventare la nuova norma, che in seguito verrà ancora trasgredita. Importante è anche la contaminazione tra generi, con film ibridi o con il prestito di modelli, ambientazioni, stili di recitazione, ecc. Un film come Guerre stellari, di genere fantascientifico, all'epoca fece parlare di western per le modalità di recitazione e per i rapporti tra i personaggi (gli alieni come nuovi indiani).
Gradualmente negli anni trenta le Majors di Hollywood iniziarono una differenziazione specializzandosi per generi: la Rko produceva molti musical, la Universal molti horror, ecc. Ciò era facilitato anche dai lunghi contratti (in genere settennali) che legavano registi, attori e autori.